# Nurtilek Karypbaev
Nurtilek Karypbaev (kirg. Нуртилек Карыпбаев; ur. 1999) – kirgiski zapaśnik walczący w stylu wolnym. Brązowy medalista igrzysk solidarności islamskiej w 2021. Piąty na mistrzostwach Azji w 2024. 
Drugi na mistrzostwach Azji U-23 w 2022 roku.